# Горынь (село)
Горынь (укр. Горинь) — село на Украине, основано в 1890 году, находится в Малинском районе Житомирской области.
Код КОАТУУ — 1823480801. Население по переписи 2001 года составляло 168 человек. Население по данным 2024 года составляло 126 человек. Почтовый индекс — 11651. Телефонный код — 4133. Занимает площадь 0,823 км².

## Адрес местного совета
11606, Житомирская область, Малинский р-н, с. Горынь